# Puela
Puela ist eine Ortschaft und eine Parroquia rural („ländliches Kirchspiel“) im Kanton Penipe der ecuadorianischen Provinz Chimborazo. Die Parroquia besitzt eine Fläche von 73,14 km². Die Einwohnerzahl lag im Jahr 2010 bei 622.

## Lage
Die Parroquia Puela liegt an der Südflanke des Vulkans Tungurahua. An der nördlichen Verwaltungsgrenze befindet sich dessen 5016 m hoher Gipfel. Der Río Chambo fließt entlang der westlichen Verwaltungsgrenze nach Norden. Der Río Puela, ein rechter Nebenfluss des Río Chambo, begrenzt das Areal im Süden. Der 2470 m hoch gelegene Hauptort Puela befindet sich im Südwesten der Parroquia 6 km nordnordöstlich vom Kantonshauptort Penipe. Die Fernstraße E490 (Riobamba–Pelileo/Baños) führt an Puela vorbei.
Die Parroquia Puela grenzt im Nordwesten an die Parroquia Bilbao, im zentralen Norden und im Nordosten an die Provinz Tungurahua mit den Parroquias Baños de Agua Santa und Río Verde (beide im Kanton Baños de Agua Santa), im äußersten Osten an die Provinz Morona Santiago mit der Parroquia Cumandá (Kanton Palora), im Süden an die Parroquia El Altar sowie im Westen an die Parroquia Guanando (Kanton Guano).

## Orte und Siedlungen
In der Parroquia Puela gibt es folgende Siedlungen: Anabá (99 Einwohner), El Manzano (143 Einwohner), Puela (131 Einwohner) und Pungal (249 Einwohner).

## Geschichte
Die kirchliche Pfarrei wurde 1844 gegründet. Die Gründung der Parroquia Puela wurde am 29. Mai 1861 im Registro Oficial bekannt gegeben.